# Weikhard Josef z Trauttmansdorffu
Weikhard Josef z Trauttmansdorff-Weinsbergu (německy Weikhard Joseph von und zu Trauttmansdorff-Weinsberg, 19. května 1711, Štýrský Hradec – 11. května 1788 tamtéž) byl rakouský šlechtic z hraběcího rodu Trauttmansdorffů z Weinsbergu.

## Život

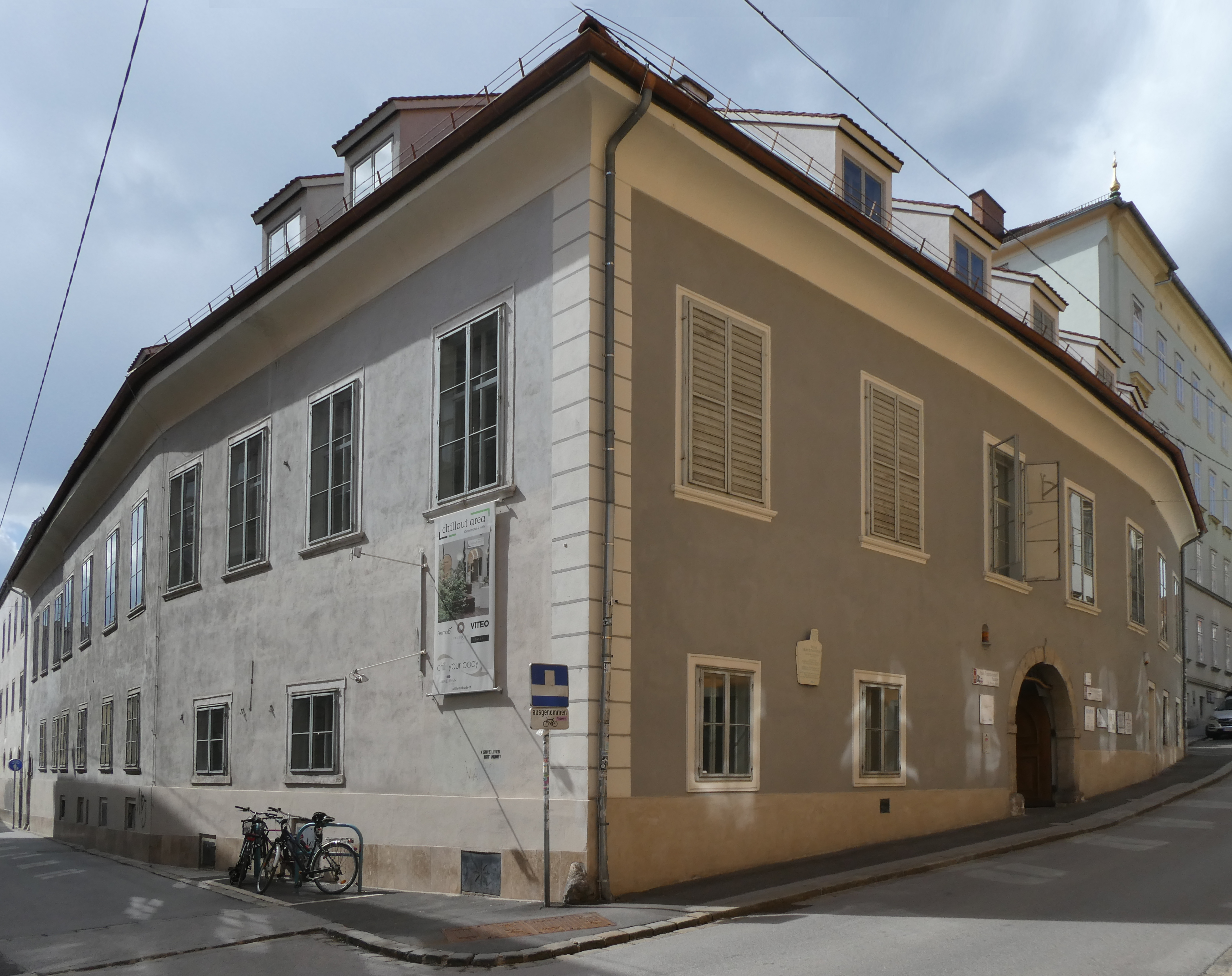
Trauttmansdorffský palác ve Štýrském Hradci

Byl nejmladším synem říšského hraběte Maxmiliána Zikmunda z Trauttmansdorffu (1674–1731) a jeho manželky hraběnky Marie Gabriely Barbory ze Starhembergu (1673 – 1745), vdovy po Stanislau Wesselovi a hraběti Františku Karlovi z Dunewald-Pixendorfu († 1693), dcery hraběte Arnošta Rudgera ze Starhembergu (1637 – 1701), zachránce Vídně před Turky v roce 1683, a jeho manželky Heleny Dorotey ze Starhembergu (1634 – 1688). Jeho nejstarším bratrem byl Zikmund Arnošt († 1762).
Weikhard Josef z Trauttmansdorffu zemřel 11. května 1788 ve Štýrském Hradci 

### Manželství a potomstvo
Weikhard Josef byl dvakrát ženat. První sňatek sňatek uzavřel s hraběnkou Šarlotou z Wagensbergu (28. srpna 1718 – 6. března 1750). Mají čtyři dcery:
- Barbora (* 2. července 1734), jeptiška v Praze
- Antonie (* 11. června 1736), řeholnice dominikánka
- Rebeka (* 31. prosince 1738)
- Aloisie (* 7. června 1748)

Podruhé se oženil 21. února 1751 ve Štýrském Hradci s hraběnkou Marií Annou Josefou Antonií z Wurmbrand-Stupachu (8. července 1733, Štýrský Hradec – 1. března 1807 tamtéž), vnučkou hraběte Wolfganga Bedřicha z Wurmbrand-Stupachu (1652–1704), dcerou hraběte Leopolda z Wurmbrand-Stupachu (1701–1759) a jeho ženy, hraběnky Terezie Sabiny z Wildensteinu (1700–1772). Manželé měli čtyři syny:  
- Alois (19. prosince 1754, Štýrský Hradec – 6. června 1820 tamtéž), ženatý od 3. října 1785 ve Štýrském Hradci s hraběnkou Julianou Terezií Barborou Annou Marií Agátou z Attemsu (4. února 1753, Štýrský Hradec – 26. dubna 1839 tamtéž)
- Jan Nepomuk (23. srpna 1757, Štýrský Hradec – 7. března 1809, Vídeň), ženatý od 18. července 1796 v Bobnitz s hraběnkou Marií Terezií Nádasdyovou z Nádasdu a Fogarásfoldu (15. dubna 1771 – 9. května 1817 / 14. května 1847)
- Maria Weikhardt (18. dubna 1760 – 19. listopadu 1842), převor v Kroměříži
- Maria Tadeáš (28. 5. 1761, Štýrský Hradec – 20. 1. 1819, Vídeň, pohřben v katedrále sv. Václava Olomouci), biskup z Terstu, biskup královéhradecký, arcibiskup olomoucký, kard.
- Joachim Vincenz Ignaz Mauritsius (22. září 1771, Štýrský Hradec – 27. února 1835, Praha), ženatý v Chlumci 28. května 1810 s hraběnkou Henriettou von Alemagna (1783 – 6. července 1863, Praha)